# Management by wandering around
Il Management by wandering around, anche detto Management by walking around, è una strategia gestionale in organizzazioni o in gruppi organizzati che prevede la presenza del responsabile sul campo, ovvero che prevede l'ispezione del lavoro svolto dai membri dell'organizzazione o del gruppo nel momento in cui tale lavoro viene svolto.
L'origine del termine è incerta; c'è chi la fa risalire ad Abraham Lincoln che ispezionava le truppe durante la guerra civile americana, chi alle pratiche gestionali degli anni settanta nell'azienda Hewlett-Packard; il termine si è consolidato negli anni ottanta con il libro In Search of Excellence scritto da Tom Peters e Robert H. Waterman, Jr..